# Peder Kraft
Peder Kraft (født 10. august 1711 i Norge, død 3. februar 1764) var en dansk landsdommer og forfatter, far til Adam Gottlob Severin Kraft.
Han var en søn af oberst Even Pedersen Kraft og hørte i sin studietid til den kreds af unge mænd, der påvirkedes af Ludvig Holberg, og konkurrerede 1738 til den første af denne udsatte pris for smukke danske vers. Hans læredigt Menneskets Ufornøjelighed i sin Stand opnåede imidlertid hverken prisen eller æren af at blive trykt i de holbergske samlinger, men han udgav det selv mange år efter, 1759. Et andet ubetydeligt didaktisk digt i alexandrinere, De ugifte Folks Fordele for de gifte, skrev Kraft 1744, mærkelig nok oprindelig som bryllupsvers. 1742-43 oversatte han det første par årgange af det engelske moraliserende tidsskrift The Spectator, et af forbillederne for den populær-filosofiske og almenoplysende litteraturretning, som Holberg vakte opmærksomhed for. Krafts forsøg slog dog lige så lidt an som de tidligere oversættelser af den hamborgske Patriot og Olof von Dalins Svenske Argus, men udmærker sig i alt fald ved et godt sprog, om ikke ved overlegen kritisk indsigt; i en note betegnes Shakespeares Othello som "en slet Tragedie, hvor helten græder for sit Tørklæde, som var stjaalet". Imidlertid beredte disse oversættelser vej for selvstændige danske arbejder som Jørgen Riis' danske Spectator og Holbergs Moralske Tanker, begge 1744.
1745 gik Kraft over i praktisk juridisk virksomhed som kancellisekretær, blev året efter landsdommer på Sjælland og Møn og 1747, måske ved Holbergs indflydelse, tillige godsinspektør ved det genoprettede ridderlige akademi i Sorø, hvor hans fætter, professor Jens Kraft samtidig virkede. 1752 udnævntes han til justitsråd, men tog afsked som inspektør 1760 og døde 3. februar 1764. Han var gift med Birgitte f. Borthuus (ca. 1722-1791), datter af postinspektør Severin Borthuus, og synes at have været en formuende mand, der bl.a. ejede herregården Kattrup (Raschenberg) ved Tissø.